# Nu există țară pentru bătrâni
No Country For Old Men, în traducere: (Aceasta) nu este o țară (potrivită) pentru bătrâni, este un film din 2007, câștigător al Premiului Oscar, scris și regizat de Joel și Ethan Coen, având în rolurile principale pe Tommy Lee Jones, Josh Brolin și Javier Bardem.
No Country for Old Men este filmul care a fost inclus de cei mai multi critici de film în anul 2007 în listele lor de top 10 filme, mulți din ei considerându-l drept cel mai bun film al fraților Coen, dar și unul din cele mai bune filme ale anilor 2000.

## Actori
- Tommy Lee Jones - Șeriful Bell
- Javier Bardem - Anton Chigurh
- Josh Brolin - Llewelyn Moss
- Woody Harrelson - Carson Wells
- Kelly Macdonald - Carla Jean
- Garret Dillahunt - Ajutor de șerif Wendell
- Tess Harper - Loretta Bell
- Barry Corbin - Ellis
- Stephen Root
- Rodger Boyce - Șeriful din El Paso
- Beth Grant - Mama Carlei Jean
- Ana Reeder
- Kit Gwin - Molly
- Gene Jones